# Fabian Picardo
Fabian Raymond Picardo (Gibilterra, 18 febbraio 1972) è un politico gibilterriano.

## Biografia
Nell'aprile 2011 fu eletto leader del Partito Laburista Socialista di Gibilterra, in sostituzione del leader Joe Bossano.
Il 9 dicembre del 2011, è diventato Chief Minister di Gibilterra, in sostituzione di Peter Caruana.